# Gihan Kamel

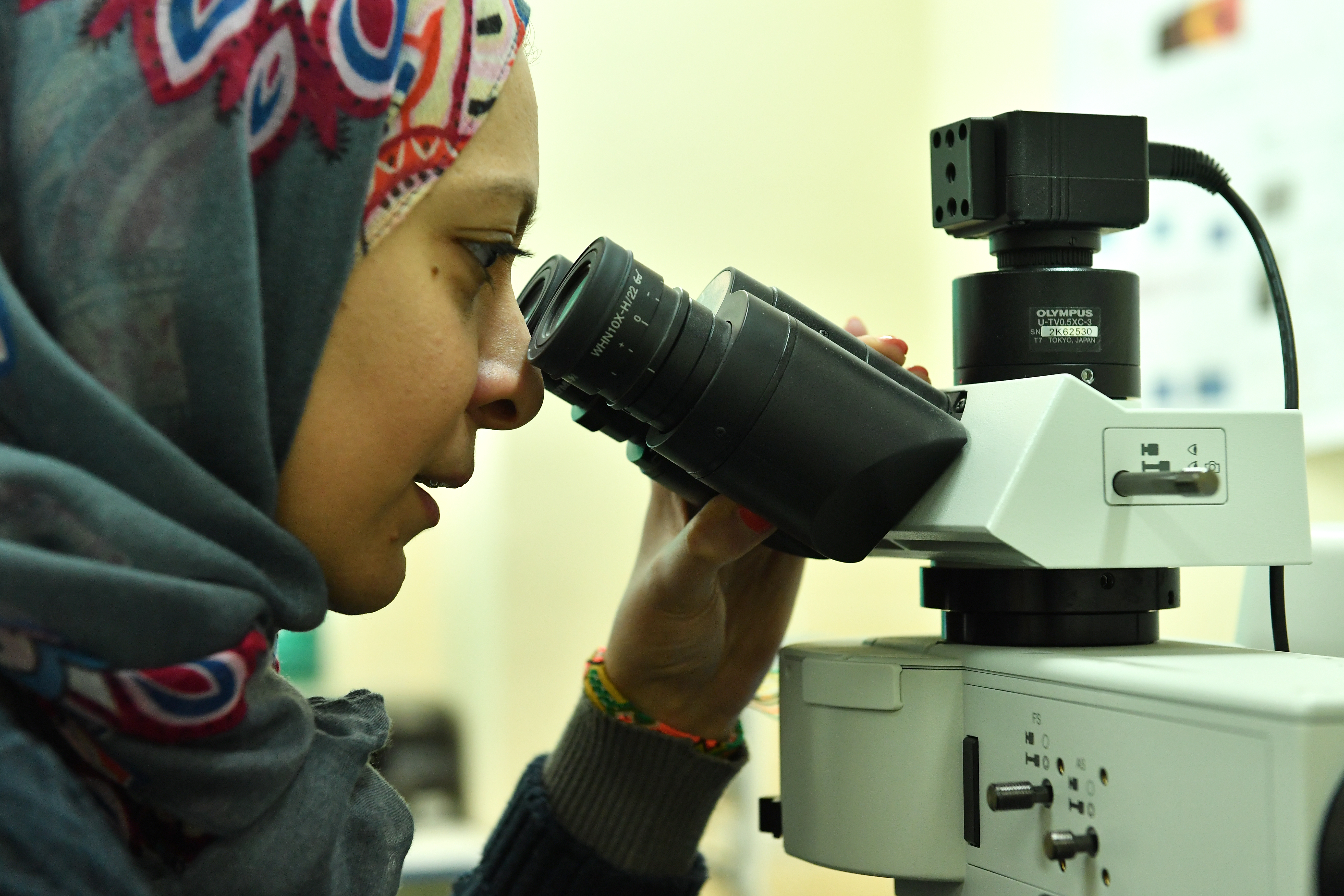
Gihan Kamel

Gihan Kamel é uma física egípcia conhecida pelo seu trabalho como Cientista da Linha de Feixe de Infravermelho no projecto de luz síncrotron para Ciência Experimental e Aplicações no Médio Oriente (SESAME). Ela mora na Jordânia.

## Educação e infância
A mãe de Gihan é médica e o seu pai é professor. A "ideia de que a ciência e a engenharia eram destinadas apenas aos homens tornou-se a [sua] motivação mais forte" para seguir carreira científica.
Ela estudou física na Universidade de Heluã no Cairo, obtendo um BA e um MSc em Física do estado sólido antes de se mudar para a Itália, onde obteve um PhD em biofísica em 2011 na Universidade de Roma "La Sapienza".

## Carreira e pesquisa
Ela é professora de Biofísica na Universidade de Heluã, e desde meados dos anos 2000 tem-se interessado pelo projecto SESAME, que reúne nove países (Bahrein, Chipre, Egipto, Jordânia, Paquistão, Turquia, Palestina, Irão e Israel), e actualmente é a única mulher cientista do projecto.
Em 2015, ela ganhou reconhecimento após a sua apresentação em numa conferência TED sobre o tema "Quebrando as Regras".
 